# كارولين بيتن
كارولين بيتن (بالإنجليزية: Caroline Peyton)‏ هي مغنية مؤلفة أمريكية، ولدت في 1951 في نيويورك في الولايات المتحدة.

## وصلات خارجية
- كارولين بيتن على موقع IMDb (الإنجليزية)
- كارولين بيتن على موقع ميوزك برينز (الإنجليزية)
- كارولين بيتن على موقع ديسكوغز (الإنجليزية)
- كارولين بيتن على موقع قاعدة بيانات الفيلم (الإنجليزية)